# Valve Index
Valve Index es un sistema de realidad virtual diseñado por Valve Corporation, empresa responsable de la plataforma de distribución de videojuegos Steam. El sistema fue anunciado oficialmente a finales de abril de 2019, y salió a la venta el junio del mismo año a un precio inicial de 999 dólares.

## Historia
Antes de empezar el desarrollo de Valve Index, la empresa ya había estado involucrada en el mundo de la realidad virtual, patentando tecnología para el visor HTC Vive y con la creación de la plataforma para videojuegos inmersivos SteamVR.
Valve Corporation empezó a trabajar en un sistema propio en 2015, y las primeras imágenes de prototipos se filtraron a internet a finales del 2018. Después de meses de especulación, la compañía publicó un avance del producto el marzo de 2019. A finales de abril se revelaron el precio y las especificaciones técnicas del sistema, y a principios de mayo se abrió el periodo de reservas para un lanzamiento oficial el 28 de junio.

## Especificaciones técnicas

### Visor
Las gafas de realidad virtual de Valve Index cuentan con dos pantallas LCD, una para cada ojo con una resolución de 1440x1600 píxeles cada una, que permiten un ángulo de visión de 130° con una densidad de 11,07 píxeles por grado. El visor se puede configurar con una frecuencia de actualización de hasta 144 Hz, con una persistencia de iluminación de 0,33 milisegundos.
El sistema de audio del casco viene dado por dos auriculares supra-aurals abiertos, que emulan la sensación de sonido procedente del exterior para proporcionar una inmersión más natural. Alternativamente, las gafas también cuentan con un puerto de salida de 3,5 mm para conectar auriculares externos.
Los sensores usan el sistema de segunda generación de SteamVR para detectar el movimiento del usuario. Además, el visor tiene dos cámaras de 960x960 píxeles, dos micrófonos y una entrada para accesorios mediante un conector USB-A 3.0.

Los seis grados de libertad al espacio: tres dimensiones y tres rotaciones. Los textos están ubicados en la dirección positiva según la regla de la mano derecha.

### Controladores
Uno de los aspectos más innovadores del sistema son sus mandos a distancia, popularmente conocidos como Knuckles (“puños”). Además de detectar movimiento en seis grados de libertad (6DoF), es decir, tanto los cambios de orientación sobre un eje tridimensional como desplazamientos dentro del espacio, contienen un gran número de sensores que hacen un seguimiento del movimiento de cada uno de los dedos del usuario, cosa que permite lograr una interacción más genuina con el contenido del videojuego.

### Estaciones base
El seguimiento del movimiento dentro del espacio viene dado por dos estaciones base que emiten láseres infrarrojos para rastrear el visor y los controladores con precisión micrométrica. El equipo se puede ampliar con un máximo de cuatro estaciones base, que cubren una superficie de hasta 10 metros cuadrados.

### Requisitos técnicos
El sistema de Valve Index tiene que estar conectado a un ordenador con sistema operativo Windows o Linux que tenga instalada la aplicación Steam y los controladores de SteamVR para que pueda funcionar. Se recomienda que éste tenga como mínimo un procesador de dos núcleos con 8 GB de RAM y una tarjeta gráfica dedicada NVIDIA GeForce GTX 970 o AMD RX480, pero para un funcionamiento óptimo es adecuado un procesador de cuatro o más núcleos y una tarjeta gráfica de modelo NVIDIA GeForce GTX 1070 o mejor, además de los puertos necesarios para conectar los cables al visor.
Hasta mayo de 2020, la plataforma también era compatible con los usuarios de MacOS.